# Arlette Racineux
Arlette Racineux (* 2. März 1961 in Saint-Nazaire) ist eine ehemalige französische Rollstuhltennisspielerin.

## Karriere
Arlette Racineux begann im Alter von 27 Jahren mit dem Rollstuhltennis und startete in der Klasse der Paraplegiker.
Sie nahm an insgesamt vier Paralympischen Spielen teil. Im Einzel schied sie 1992 im Viertelfinale gegen Regina Isecke aus, 1996 unterlag sie in der ersten Runde Janet McMorran. In der Doppelkonkurrenz trat sie beide Male mit Oristelle Marx an, beide Male gewannen sie die Bronzemedaille. 1992 setzten sie sich im Spiel um Bronze gegen Christine Blackmore und Janet McMorran durch, 1996 gegen Randa Hinson und Daniela Di Toro. Bei den Spielen 2000 in Sydney trat sie nur im Einzel an und schied in der ersten Runde aus. Bei ihren vierten Spielen 2008 in Peking erreichte sie im Einzel das Achtelfinale. Im Doppel stand sie mit Florence Gravellier im Halbfinale, das sie gegen Korie Homan und Sharon Walraven verloren. Das anschließende Spiel um Bronze gegen Beth Arnoult und Kaitlyn Verfuerth gewannen sie in drei Sätzen.
In der Weltrangliste erreichte sie ihre besten Platzierungen mit Rang sieben im Einzel am 13. Juli 1993 sowie mit Rang fünf im Doppel am 25. Juli 1995. Nach der Saison 2012 beendete sie ihre Karriere.